# Sonepur (stato)
Lo Stato di Sonepur (talvolta indicato come Sonpur) fu uno stato principesco del subcontinente indiano, avente per capitale la città di Sonepur.

## Storia
Lo stato di Sonepur venne fondato nel 1556 e fu governato dalla dinastia dei Rajput del clan Chauhan. Successivamente, divenne un protettorato britannico il 13 dicembre 1826. La famiglia regnante ottenne il titolo di Raja Bahadur dagli inglesi per la fedeltà dimostrata durante la Rivolta di Sambalpur.  
L'ultimo principe regnante siglò l'atto di accesso all'Unione Indiana il 1º gennaio 1948.

## Governanti
I regnanti locali avevano il titolo di raja, promosso poi a maharaja.

### Raja
- 1680 – 1700                Purusottam Singh Deo               (m. 1700)
- 1700 – 1725                Raj Singh Deo                      (m. 1725)
- 1725 – 1750                Achal Singh Deo                    (m. 1750)
- 1750 – 1770                Divya Singh Deo                    (m. 1770)
- 1770 – 1771                Jarawar Singh Deo                  (m. 1771)
- 1771 – 1786                Sobha Singh Deo                    (m. 1786)
- 1786 – 1841                Prithvi Singh Deo                  (m. 1841) 
  - 1802 – 1822                Rani Laxmipriya Devi (f) -reggente
- 1841 –  9 settembre 1891         Niladhar Singh Deo                 (n. 1837 –m. 1891) 
  - 1841 – 1847                Bapu Dalpat Rai - reggente
  - 1847 – 1855                Rani Gundicha Devi (f) - reggente (m. dopo il 1862)
- 11 settembre 1891 –  8 agosto 1902  Pratap Rudra Singh                 (n. 1853 – m. 1902)
- 8 agosto 1902 –  8 novembre 1908  Bir Mitrodaya Singh Deo            (n. 1874 – m. 1937)

### Maharaja
- 8 novembre 1908 – 29 aprile 1937  Bir Mitrodaya Singh Deo            (s.a.) (dal 1º gennaio 1918, Sir Bir Mitrodaya Singh Deo)
- 29 aprile 1937 – 15 agosto 1947  Sudhansu Shekhar Singh Deo         (n. 1899 – m. 1963)